# Dik Browne
Dik Browne (eigentlich Richard Arthur Allan Browne, * 11. August 1917, nach anderen Quellen 1918, in New York; † 4. Juni 1989 in Sarasota, Florida) war ein US-amerikanischer Comiczeichner.

## Biographie
Bis 1942 arbeitete Browne als Illustrator für Newsweek und ab 1946 als Zeichner für die Werbeagentur Johnstone and Cushing. Dort entwickelte er unter anderem das Logo für Chiquita-Bananen.
Am 10. Mai 1942 heiratete er seine Frau Joan, mit der er bei der New York News arbeitete.
1954 begann Browne seinen Comic Hi and Lois nach einer Idee des Comiczeichners Mort Walker. In Deutschland wurden die Strips in den 1970er Jahren in der Fernsehzeitschrift Gong als Familie Gong veröffentlicht. 
1973 schuf er als weitere Comicreihe Hägar der Schreckliche, die weltweit in über 1900 Zeitungen in 58 Ländern erschien und in zahlreichen Buchausgaben nachgedruckt wurde.
Von 1988 bis zu seinem Tod 2023 führte sein Sohn Chris Browne Hägar fort.

## Auszeichnung
Dik Browne erhielt 1984 für Hägar den Max-und-Moritz-Preis als bester internationaler Comic-Strip-Künstler.